# Distretto di Yunyan
Il distretto di Yunyan (云岩区S, Yúnyán QūP) è un distretto della Cina, situato nella provincia del Guizhou e amministrato dalla prefettura di Guiyang.